# Go Sport
Go Sport – przedsiębiorstwo specjalizujące się w dystrybucji artykułów sportowych. Od 28 kwietnia 2023 r. jej właścicielem jest Intersport. Jest właścicielem marek Go Sport, Go Sport Montagne i Bike+.
Zajmuje trzecie miejsce na rynku we Francji za Decathlonem i Intersportem.

## Historia
Marka Go Sport powstała w 1979 roku. Marka Courir powstała w 1980 roku. Obie firmy założyli i prowadzili bracia Léon i Lucien Odier.
W 1983 roku grupa dystrybucyjna z siedzibą w Grenoble Genty-Cathiard, do której należą sklepy typu convenience Genty i Société Alpine de Sport, wraz z markami Team 5 (założonymi i obsługiwanymi przez braci Odier) nabyła spółkę Go Sport, która była wówczas własnością 11 placówek we Francji.
W 1987 roku dystrybutor dokonał nowych przejęć w sklepach Sparty należących do Darty, sportowej spółki zależnej Fnac (Fnac Sport) i Sport Sud (kolejna marka stworzona przez braci Odier). Na nabytych sklepach umieszczono znak Go Sport, zwiększając liczbę sklepów do 54. Dwa lata później dystrybutor przejął kontrolę nad firmą Spao, która wówczas prowadziła sklepy sportowe na obrzeżach największych miast.
W 1990 roku grupa Rallye, kierowana przez biznesmena Jean-Charlesa Naouriego, kupiła Genthy-Cathiard. W ten sposób Go Sport staje się spółką zależną Rallye. W 2000 roku Rallye utworzyło grupę Go Sport, aby połączyć wszystkie swoje marki sportowe.
W 2014 roku grupa Go Sport wznowiła rozwój swojej sieci marek i sklepów. Nabył markę Twinner, która stała się trzecią marką grupy. Twinner to sieć sklepów specjalizujących się w sportach outdoorowych i górskich. W 2015 roku grupa dodała Tool Fitness, stronę handlową specjalizującą się w fitness, do Courir, Go Sport i Twinner, a wreszcie Bike+ w 2016 roku. W tym roku większość sklepów w sieci Twinner pojawiła się pod szyldem Go Sport Montagne.
W 2017 roku marki Go Sport i Géant Casino, marka grupy Casino, która sama jest spółką zależną grupy Rallye, zwielokrotniły fuzje: w Géant sprzedawana jest gama żywności do ćwiczeń, sygnowana logo Go Sport, a jednocześnie Géant Casino gości w swoich murach markę sportową.
W październiku 2018 Rallye ogłasza sprzedaż marki Courir za 283 mln euro funduszowi Equistone.
Zmagając się z trudnościami finansowymi, grupa Rallye złożyła w czwartym kwartale 2019 r. mandat na sprzedaż marki Go Sport i jej spółki-matki.
W lutym 2020 roku GO sport powierzono firmie specjalizującej się w restrukturyzacji biznesu z myślą o ewentualnej sprzedaży.
10 lutego 2021 spółka-matka Go Sport informuje, że podjęła wyłączne negocjacje z Financière Immobilière Bordelaise w sprawie sprzedaży marki za symboliczne euro.
Intersport przejmie markę 28 kwietnia 2023 r.

## Go Sport w Polsce
W roku 1998 powstała polska filia Go Sport Polska. Pierwszy sklep został otwarty w sierpniu 1999 w Łodzi. Kolejne sklepy powstały w Warszawie i we Wrocławiu. W następnych latach Go Sport systematycznie powiększała swój park sklepów i w 2003 roku posiadała łącznie 7 sklepów. W 2019 posiadała sieć 21 sklepów zlokalizowanych w 12 miastach.
30 września 2019 rosyjska firma Sportmaster Operations z siedzibą w Singapurze odkupiła Go Sport Polska wraz z siecią 34 sklepów w Polsce.
Od 25 kwietnia 2022 z powodu zbrojnej inwazji na Ukrainę oraz sankcji gospodarczych na Rosję wszystkie sklepy zarówno stacjonarne, jak i internetowe Go Sport zostały zamknięte.
4 maja 2022 Prezes UOKiK wydał zgodę na przejęcie przez Sportsdirect.com Poland kontroli nad spółką Go Sport Polska.
13 maja 2022 spółka złożyła wniosek o ogłoszenie upadłości.